# Marabel Morgan
Marabel Morgan, född 25 juni 1937, är en amerikansk antifeministisk författare.
Hon stödde aldrig den framväxande amerikanska feminismen. Istället hävdade hon genom sitt författarskap, The total woman, Total joy, The total woman cookbook och The Electric woman, att kvinnans plats var hemma vid makens sida. The total woman sålde i tio miljoner exemplar och var den bäst sålda fackboken 1974. 77 anhängare reste Amerika runt för att sprida budskapet. Hon lade fram sina fyra A: accept, admire, adapt, appreciate (acceptera, beundra, anpassa sig, uppskatta). Bäst ihågkommen är boken för rekommendationen att möta den äkta mannen i sexiga underkläder när han kom hem för att ladda sina batterier. Morgan var hustru till en advokat i Florida och generaliserade utifrån sina egna bekymmerfria erfarenheter, när hon hävdade att "det är bara när en kvinna överlämnar sitt liv till sin man, vördar och dyrkar honom och är villig at tjäna honom, som hon verkligen blir vacker i hans ögon".
Hon blev inofficiell talesman för den amerikanska antifeminismen.